# Aeroportul Rondonópolis
Aeroportul Rondonópolis (IATA: ROO, ICAO: SWRD) este un aeroport din São Miguel do Guaporé, Rondônia, Brazilia ce deservește zona Rondonópolis. Aeroportul a fost tranzitat în 2021 de 31.973 de pasageri. A fost numit după zona deservită.
Situat la o altitudine de 184 m, aeroportul dispune de 2 piste.

## Infrastructură

### Piste
Aeroportul dispune de 2 piste. Pista 01/19 are suprafața de pietriș și dimensiunile 600 m × 18 m. Pista 01/19 are suprafața de pietriș și dimensiunile 600 m × 18 m. 